# Gryllomimus
Gryllomimus is een geslacht van rechtvleugeligen uit de familie krekels (Gryllidae). De wetenschappelijke naam van dit geslacht is voor het eerst geldig gepubliceerd in 1936 door Lucien Chopard.

## Soorten
Het geslacht Gryllomimus omvat de volgende soorten:
- Gryllomimus chopardi Ebner, 1935
- Gryllomimus perfectus Gorochov, 1986